# Preston Heights
Preston Heights – jednostka osadnicza w Stanach Zjednoczonych, w stanie Illinois, w hrabstwie Will.